# Anthomyza elbergi
Anthomyza elbergi is een vliegensoort uit de familie van de Anthomyzidae. De wetenschappelijke naam van de soort is voor het eerst geldig gepubliceerd in 1976 door Andersson.